# Niamiha
Niamiha (biał. Няміга; ros. Немига, trb. Niemiga) – ciek wodny na Białorusi, płynący na obszarze Mińska. Niamiha jest wzmiankowana w datowanych na XII wiek: w latopisie Powieść minionych lat i w utworze Słowo o wyprawie Igora. Jest dopływem Świsłoczy. W XX wieku Niamiha została zamknięta w podziemnym, betonowym kolektorze.

## Nazwa
Nazwa cieku prawdopodobnie pochodzi od bałtyckiego słowa Nemiga, oznaczającego „bezsenność”, „nie spanie”, „czuwanie”. W dawnych czasach mogło się to odnosić do ochrony lub posterunku straży.

## Historia
Z Niamihą (Niemiga) związana jest pierwsza wzmianka o Mińsku, obecna zarówno w latopisie Powieść minionych lat jak i w utworze Słowo o wyprawie Igora. Zgodnie z wykopaliskami archeologicznymi, samo miasto i zarazem twierdza zostało założone w miejscu ujścia Niamihy do Świsłoczy, zastępując dotychczasową osadę leżącą nad rzeką Mienka (od niej prawdopodobnie pochodziła pierwotna nazwa miasta - Miensk). W 1067 roku na brzegach Niamihy miała miejsce bitwa między wojskami książąt połockich i kijowskich.
Pierwotnie Niamiha miała nieco ponad 4 m szerokości. W pierwszej połowie XIX wieku zaczęła wysychać stając się płytkim strumieniem, którego dolną część płynącą rowem wzdłuż nowo wytyczonej ulicy Niamiha  wykorzystywano do odprowadzania ścieków i różnych odpadów. Strumień ten po ulewnych deszczach wiosną i jesienią regularnie zalewał ulicę oraz pobliski rynek, podtapiając budynki nawet do wysokości pierwszego piętra. Wody powodziowe wywoływały również niszczenie przerzuconych nad rzeką mostów, których naprawa wymagała dużych nakładów finansowych. Aby rozwiązać ten problem władze Mińska pod koniec 1912 roku podjęły decyzję o zamknięciu rzeki w podziemnym betonowym kolektorze, na którego budowę dwa lata później zatwierdziły odpowiedni budżet. Realizację inwestycji uniemożliwił jednak wybuch I wojny światowej.
Ostatecznie kolektor został wybudowany dopiero w 1926 roku, lecz tylko na dolnym odcinku Niamihy. Przy okazji zmieniono także przebieg koryta tej części rzeki, tak aby był bardziej prosty, zaś jego ujście zlokalizowano niedaleko mostu drogowego nad Świsłoczą przy ulicy Bahdanowicza - w pobliżu miejsca, w którym pierwotnie rzeka uchodziła do Świsłoczy. W późniejszych latach również przebieg koryta górnego odcinka rzeki został zmieniony, tak aby był bardziej zgodny z układem pobliskich ulic, a także, podobnie jak ten dolny został zamknięty w betonowym kolektorze, którego budowę ukończono w 1955 roku. Podczas budowy drugiej linii metra przebieg kolektora Niamihy zmieniono, gdyż znajdował się na tej samej głębokości co nowo powstająca stacja o tej samej nazwie co rzeka. Rzekę skierowano wtedy do kolektora wód opadowych Cientr, zbierającego wodę deszczową z Kuncauszczyny, targowiska Żdanowicze i Prospektu Zwycięzców, a następnie odprowadzającego ją do Świsłoczy w pobliżu stadionu Dynama Mińsk. Pierwotne ujście kolektora Niamihy do Świsłoczy zostało przekształcone w część systemu odwadniającego stacji Niamiha.
Obecnie woda Niamihy jest dość czysta, gdyż nie są do niej spuszczane ścieki z kanalizacji. Jedynie podczas spływów wody deszczowej z okolicznych ulic na krótki czas ulega zanieczyszczeniu. Pomimo podziemnego biegu rzeka czasem powoduje na powierzchni podtopienia, czego przykładem jest powódź jaka w 2004 roku nawiedziła obszar ówczesnego Prospektu Maszierowa (obecnie Prospektu Zwycięzców), Prospektu Dzierżyńskiego i ulicy Niamiha.

### Opis wSłowniku geograficznym Królestwa Polskiego
Niemiha, mała rzeczka w pow. mińskim, wypływa w płd.-zach. str. Mińska, w okolicy Niedźwiedzina (Medwieżyna), płynie w kierunku płn.-wsch. a zbliżając się do Mińska zwraca się na wschód i przebiegłszy między wzgórzami, wpada do rz. Świsłoczy. Poprzednio N. płynęła przez miasto Mińsk i uchodziła do Świsłoczy około zamku, dzieląc się na dwa koryta i oblewając go do koła. Powodem zmiany kierunku była okoliczność, że właściciel ziemski z okolic Mińska Czarnocki, przez którego posiadłość przepływała N., przekopał niewielkie wzgórze i skierował koryto rzeki w inną stronę, w celu zapewnienia dostatecznej ilości wody do poruszania młyna, zbudowanego przy folwarku, i przeciął groblą, stare koryto. Niewielka ta rzeka ma historyczne znaczenie, w 1067 r. bowiem zaszła nad nią krwawa bitwa między kniaziem połockim Wsiesławem Briaczysławiczem, wnukiem Iziasława, syna Rogniedy, a książętami kijowskiemi Jarosławowiczami.
W starożytnym poemacie ruskim Słowo o pułku Igora dwukrotnie wspomnianą jest N.: „Skoczy włkom do Nemihi z Dudutok”, oraz „na Niemizie snopy stielut' hołowami.”. Również wspomina N. kronikarz Nestor, opisując bitwę Wsiesława z Jarosławiczami: „Jarosławiczy trije idosza na Wsesława i pridosza k Mieńsku, wziasza i pojdosza k Niemiezie, Wsesław nie bysza thda w hrade pojde protiwu”.
Dziś, jak wyżej wspomniano, koryto rzeki N. prawie zupełnie wyschło w Mińsku, w miejscu gdzie niegdyś płynęła i gdzie zaszła krwawa bitwa książąt ruskich, ciągnie się ulica, zwana Niemihą, pod którą, przeprowadzono kanał kryty, i tylko na wiosnę, gdy woda zbiera się z topniejących śniegów, przerywa się przez usypaną tamę i płynąc dawnym korytem, zalewa całą ulicę i rynek rybny, a okrążając górę, na której stał niegdyś zamek, przez tak zw. błoto tatarskie wpada do Świsłoczy. Na błocie tem, leżącem między zamkiem, dzielnicą tatarską rzeką Świsłoczą, i ulicą Zamkową stała dawniej, jak niesie podanie, bardzo starożytna cerkiew, dziś zaś znajdują, się na tem miejscu gruzy kamieni. Spotykają, się, choć bardzo rzadko, na tym miejscu, olbrzymie jaszczurki, podobne z powierzchowności do krokodylów. W kwietniu r. z. (1885) dzieci tatarskie dostrzegły podobną jaszczurkę, o czem dowiedziawszy się starsi zabili ją. Ciekawy ten okaz, długi około 1 1/2 stopy, został zachowany przez dyrektora szkoły realnej J. Samojłę.

## Źródło i przebieg
Pierwotnie źródło Niamihy znajdowało się na bagnie niegdyś położonym niedaleko dzisiejszego skrzyżowania ulicy Hruszewskiej i Zaułka Razynskiego. Dziś w miejscu tego bagna jest tylko małe, porośnięte trawą zagłębienie. Obecnie rzeka wypływa na dnie stanowiącej część systemu kanalizacyjnego studni, znajdującej się w pobliżu stacji kolejowej Mińsk-Towarnaja. Dalej kolektor rzeki skręca na północny wschód i przebiega przez teren leżący między Prospektem Dzierżyńskiego a ulicą Miasnikowa, po czym biegnie wzdłuż ulicy Niamiha i uchodzi do Świsłoczy w pobliżu mostu przy ulicy Bahdanowicza. 
Niedaleko od ujścia do Świsłoczy, w miejscu, w którym znajduje się Sobór Świętych Piotra i Pawła Niamiha dzieliła się kiedyś na dwie odnogi - lewa, obecnie nieistniejąca opływała niegdysiejszy zamek miński od północy, po czym płynęła wzdłuż linii budynków mieszkalnych Prospektu Zwycięzców i w okolicy dzisiejszego Pałacu Sportu wpadała do Świsłoczy. Prawa odnoga z kolei przebiegała po południowej stronie zamku mińskiego. W ten sposób obie odnogi Niamihy stanowiły fosę zamku, chroniącą go przed wrogami

## Galeria

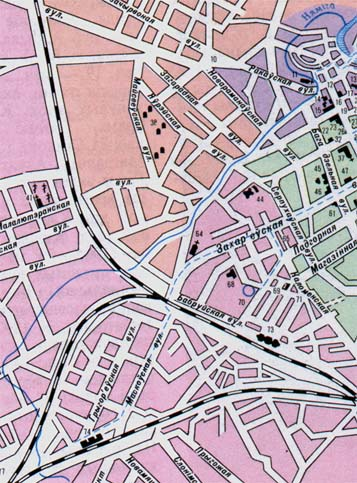
Pierwotny przebieg Niamihy na starym planie Mińska
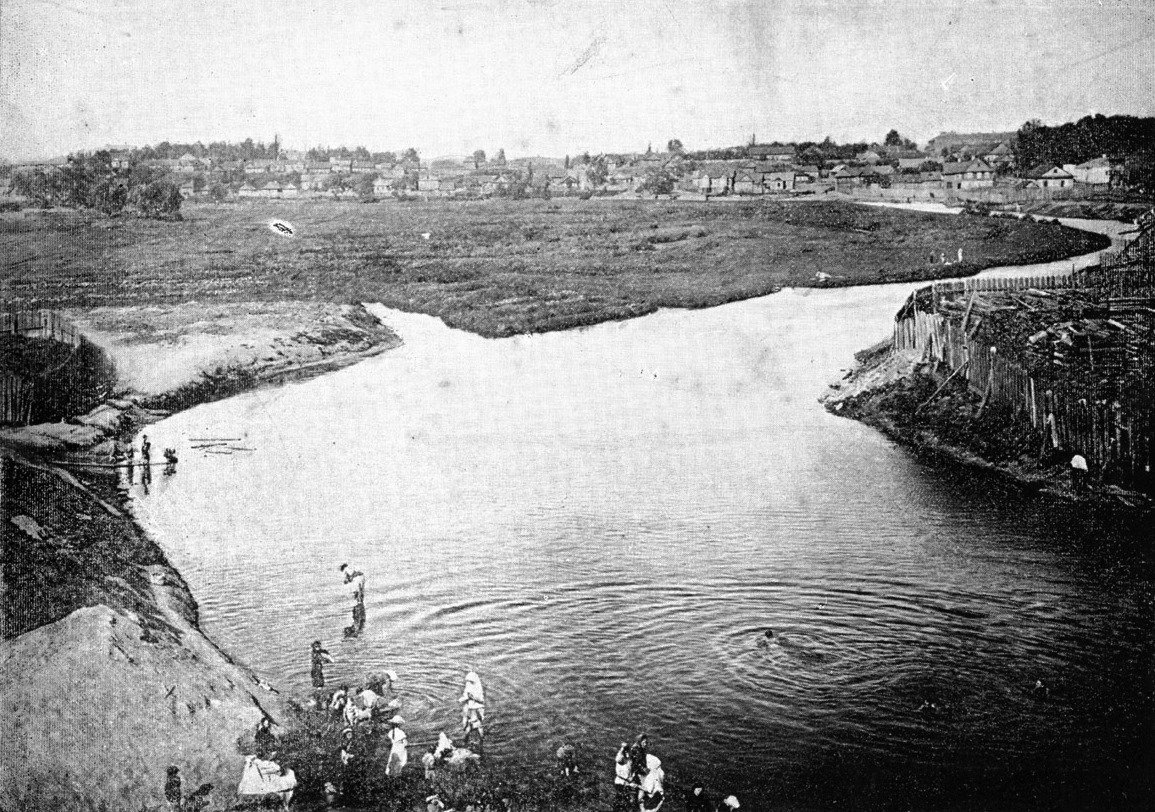
Ujście Niamihy do Świsłoczy w 1903 roku
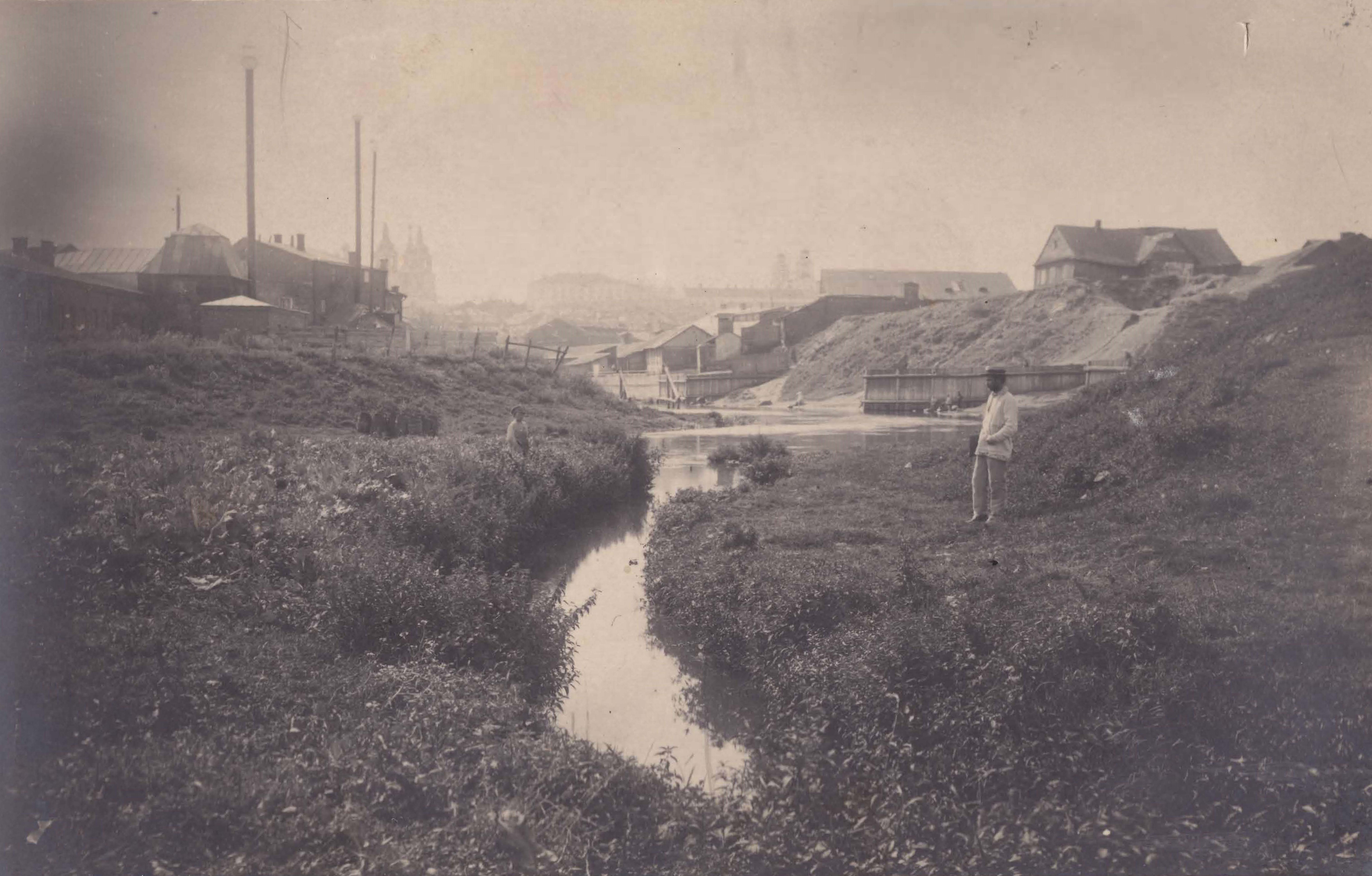
Niamiha w pobliżu ujścia do Świsłoczy w 1920 roku
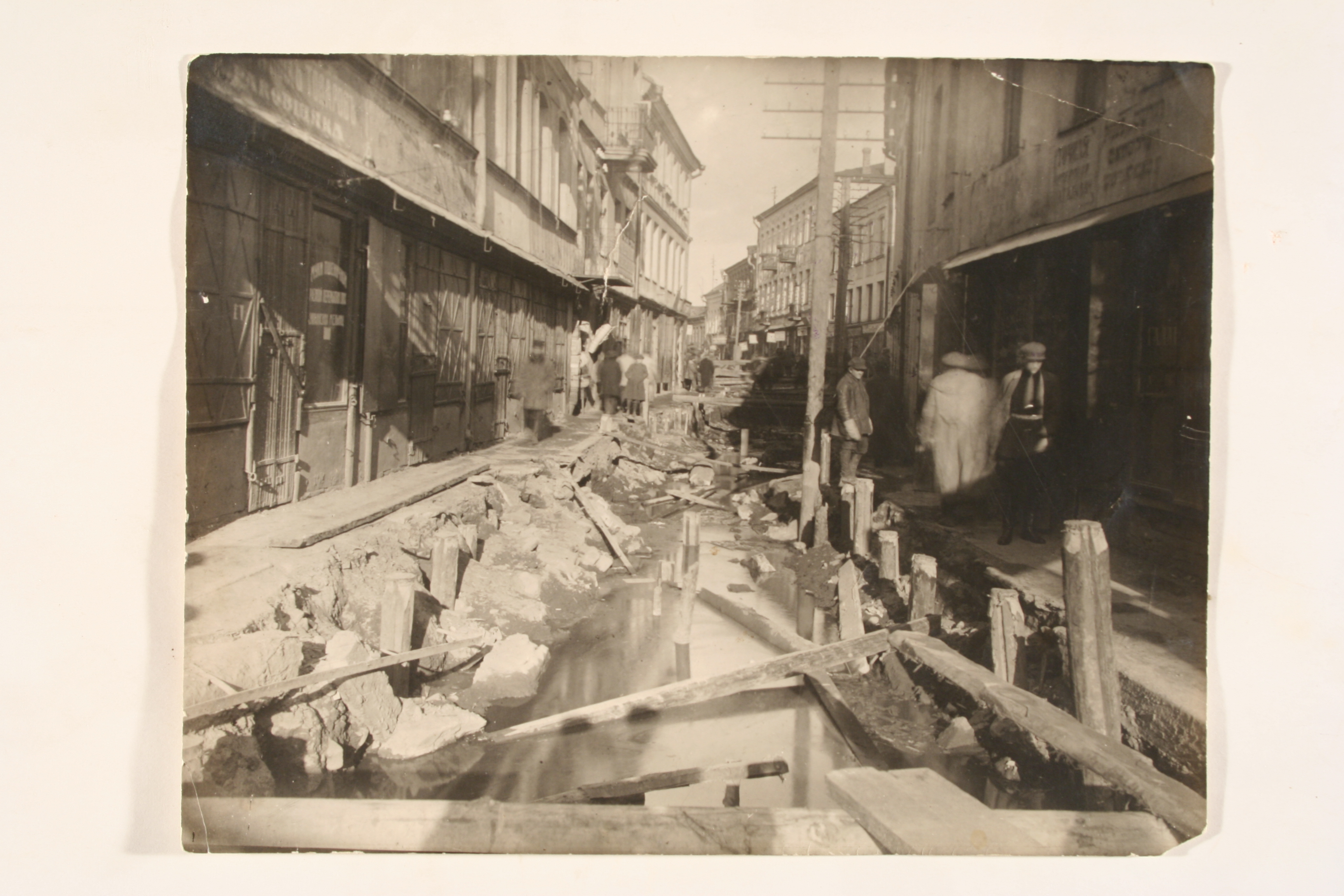
Budowa kolektora Niamihy w 1926 roku
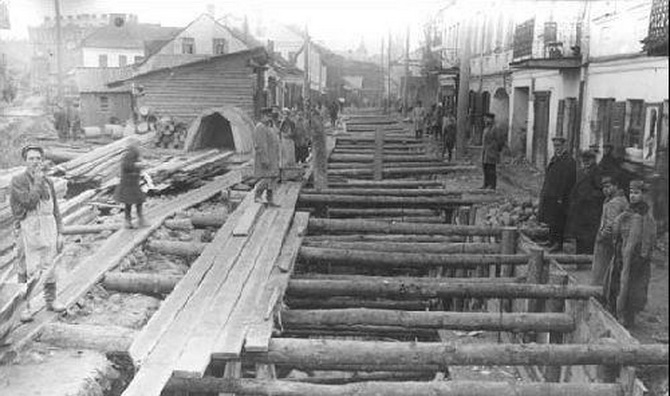
Budowa kolektora Niamihy w 1926 roku
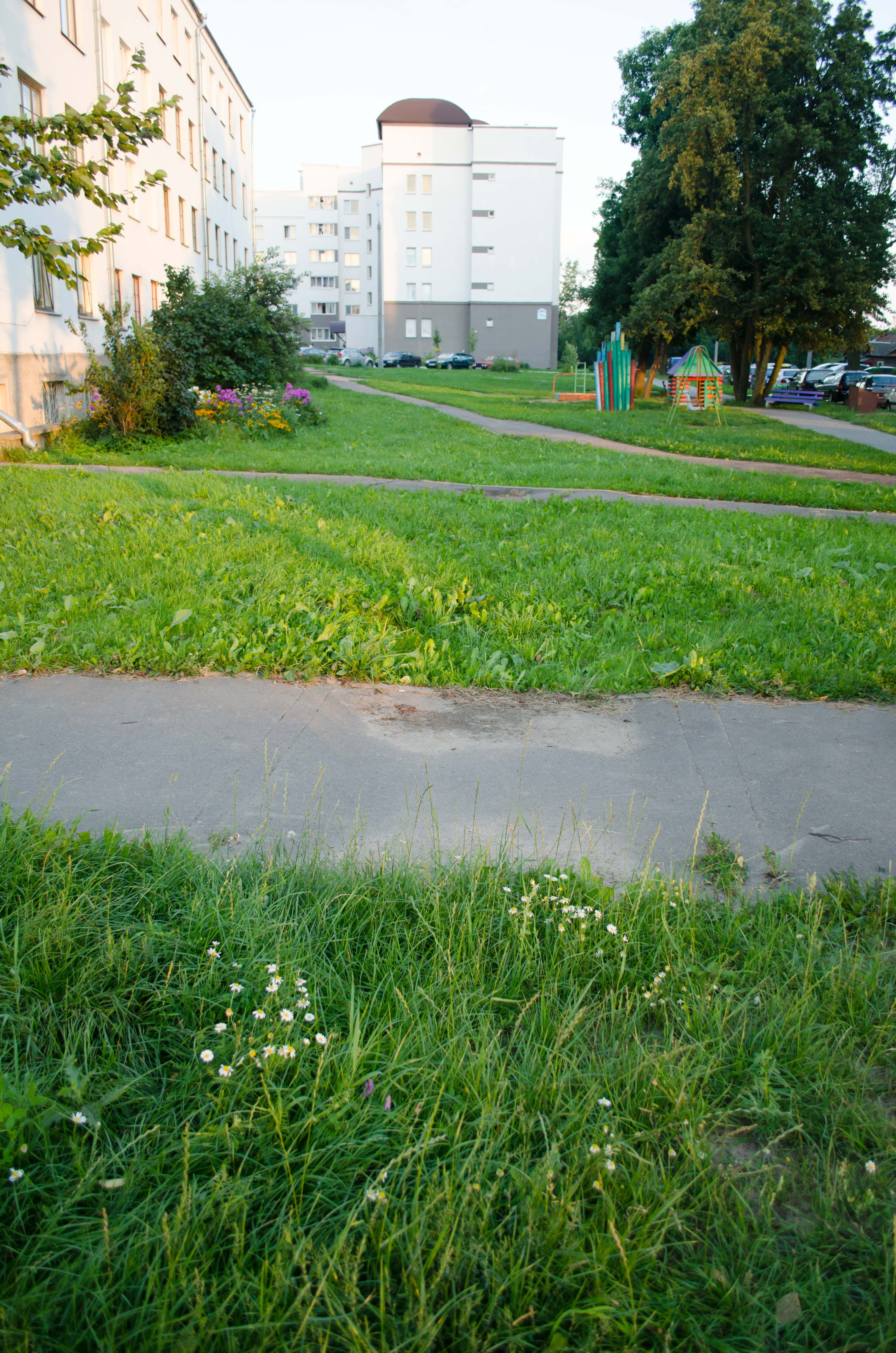
Teren w pobliżu Zaułka Razynskiego, na którym niegdyś znajdowało się koryto Niamihy (zdjęcie z 2011 roku)